# 콘월어
콘월어(콘월어: Kernowek, 영어: Cornish language)는 영국의 콘월주의 토착 언어로, 웨일스어, 브르타뉴어와 같이 브리튼어군에 속한다. 콘월어는 19세기초 이래로 사실상 쓰이지 않다가 20세기 들어 콘월 민족주의 운동가들에 의해 부활하여 오늘날 유창한 화자가 수백 명 존재하고 있다. 콘월 지역에 통일성을 부여해준 가장 큰 요소는 켈트적, 민족적, 언어적 요소가 아니라 종교적 요소였다. (에릭 홉스봄의 '1780년 이후의 민족과 민족주의' 참고)

## 분류

콘월어는 시간이 흐름에 따라 쇠퇴하여 언어권이 서부로 점점 한정되었고, 1777년 마지막 모어 화자 Dolly Pentreath가 사망하며 사실상 사멸했다.

콘월어는 브리튼어군 언어 중 하나로, 켈트어파의 도서 켈트어군의 한 분파를 이룬다. 브리튼어군에는 웨일스어, 브르타뉴어, 이미 사멸한 컴브리아어가 포함된다. 스코틀랜드 게일어나 아일랜드어, 맨어는 도서 켈트어군의 게일어군이라는 분파에 속한다.
조셉 로스(Joseph Loth)는 "중세 콘월어는 의심의 여지 없이 퀴브롱(Quiberon)의 현대 브르타뉴어 방언이 생폴드레옹(Saint-Pol-de-Léon)의 방언에 가까운 것보다 브르타뉴어에 가깝다."라고 주장하며 콘월어와 브르타뉴어를 같은 언어의 서로 다른 두 방언으로 보았다.

## 음운론
현대 콘월어 음운론은 여러 출처에 기초하고 있다. 1700년대에 콘월어 기록을 위해 콘월을 방문했던 언어학자 에드워드 루이드(Edward Lhuyd)의 작업이나, 콘월어로부터 억양과 음성의 많은 부분을 가져온 콘월 지방 영어의 악센트, 현대 콘월어 방언이 주요한 출처로 기능하고 있다. 전통 문학 분석 역시 지속적으로 이루어지고 있는데, 중세 콘월어 극은 운문으로 곧잘 집필되었고 후기 콘월어 문헌은 음성학적으로 영어 철자법 관례를 따라 기록되었다.

### 자음
|        |        | 순음 | 치간음 | 치경음 | 경구개음 | 연구개음 | 성문음 |
| ------ | ------ | ---- | ------ | ------ | -------- | -------- | ------ |
| 비음   | 비음   | m    |        | n      |          | ŋ        |        |
| 파열음 | 파열음 | p b  |        | t d    |          | k ɡ      |        |
| 파찰음 | 파찰음 |      |        |        | tʃ dʒ    |          |        |
| 마찰음 | 마찰음 | f v  | θ ð    | s z    | ʃ        | x        | h      |
| R음    | R음    |      |        | ɾ ~ ɹ  |          |          |        |
| 접근음 | 중설음 |      |        |        | j        | ʍ w      |        |
| 접근음 | 설측음 |      |        | l      |          |          |        |

### 모음
|        | 전설 | 전설  | 중설 | 후설 | 후설 |
| 단     | 장   | 단    | 중설 | 장   |      |
| ------ | ---- | ----- | ---- | ---- | ---- |
| 고모음 | ɪ ʏ  | iː yː |      | ʊ    | uː   |
| 중모음 | ɛ œ  | eː øː | ə    | ɤ~ɔ  | oː   |
| 저모음 | a~æ  | æː    |      | ɒ    | ɒː   |

## 문법
콘월어 문법은 켈트어파의 많은 특징을 공유하는데, 이러한 특징은 유일무이하지는 않지만 인도유럽어족으로서는 흔치 않은 편이다. 영어 화자에게 가장 익숙하지 않은 문법적 특징이라고 하면 어두 자음 변이, 동사–주어–목적어(VSO형) 어순, 전치사 굴절, 강조를 위한 통사 요소의 전치, 계사 "to be"를 나타내기 위한 두 가지 다른 형태의 사용 등이 있다. 콘월어 명사는 두 개의 문법적 성, 즉 남성과 여성 중 하나에 해당되며, 명사가 격 표시를 위해 굴절되지는 않는다. 콘월어에는 복수형을 가리키기 위한 여러 어미들이 있으며, 어떤 명사들은 집단 명사로서의 다른 형태를 갖는다. 동사는 시제와 서법 등을 나타내기 위해 활용되는데, 본동사의 굴절이나 조동사의 사용 중 하나를 통해 나타낼 수 있다. 콘월어 단어의 여러 어휘가 언어적으로 그리고 문화적으로 고유하다.

## 예문
다음의 예시는 세계 인권 선언에서 발췌하였다.
| 콘월어                               | 영어                                  | 한국어                                    |
| ------------------------------------ | ------------------------------------- | ----------------------------------------- |
| Genys frank ha par yw oll tus an bys | All human beings are born free and    | 모든 사람은 태어날 때부터 자유롭고,       |
| yn aga dynita hag yn aga gwiryow.    | equal in dignity and rights. They are | 존엄하며, 평등하다.                       |
| Enduys yns gans reson ha kowses      | endowed with reason and conscience    | 모든 사람은 이성과 양심을 가지고 있으므로 |
| hag y tal dhedha omdhon an eyl orth  | and should act towards one another    | 서로에게 대해야 한다.                     |
| y gila yn spyrys a vrederedh.        | in a spirit of brotherhood.           | 형제애의 정신으로                         |

다음의 예시는 콘월주 찬가인 Bro Goth agan Tasow에서 발췌하였다.
| 콘월어                                       | 영어                                               |
| -------------------------------------------- | -------------------------------------------------- |
| Bro goth agan tasow, dha fleghes a'th kar,   | Old land of our fathers, your children love you,   |
| Gwlas ker an howlsedhes, pan vro yw dha bar? | Dear country of the west, what land is your equal? |
| War oll an norvys 'th on ni skollys a-les,   | Over all the world, we are spread far and wide,    |
| Mes agan kerensa yw dhis.                    | But our love is for you.                           |
| Kernow, Kernow y keryn Kernow;               | Cornwall, Cornwall, we love Cornwall;              |
| An mor hedre vo yn fos dhis a-dro            | For as long as the sea is a wall around you        |
| Th on onan hag oll rag Kernow!               | We are one and all for Cornwall!                   |

## 같이 보기
- 맨어
- 유럽 지방 언어·소수 언어 헌장
- 브르타뉴어